# 성내평화정치
성내평화정치(城內平和政治, 독일어: Burgfriedenspolitik 부르크프리덴스폴리티크[ˈbʊʁkfʁiːdn̩s.poliˌtiːk][*])는 제1차 세계대전 당시 독일 사회민주당(SPD)을 비롯한 정당들이 취한 노선이다. 노동조합들은 파업을 중단하였고, SPD는 국가의회에서 전쟁채권 발행에 동의했다. 다른 정당들도 정부 내각과 전쟁을 비판하지 않았다.
성내평화정치에는 다양한 요인들이 존재한다. 전쟁 수행을 지지하는 것이 애국적 의무라고 생각한 사람들도 있었고, 전쟁을 반대했다가 돌아올 압제를 두려워한 이들도 있었다. 또 명목상으로라도 입헌군주정인 독일에 비하여 절대군주정인 러시아 체제가 더 억압적이라고 보고, 독일이 러시아에 패배할 경우 카이저 체제보다 더 압제적인 차르 체제의 지배를 받게 될 것을 우려한 이들도 있었다. 그리고 전쟁 수행에 협력함으로써 그 대가로 전쟁 승리 이후 투표제도 개혁 등 정부의 양보를 이끌어낼 수 있으리라 기대한 이들도 있었다.
국가의회 의원들 중 전쟁채권 발행에 반대한 의원은 카를 리프크네히트가 유일했다. 1915년 3월 20일의 제3차 회기에 오토 륄레도 리프크네히트에 동의하여 두 명이 되었다. 전쟁이 계속될수록 성내평화정치 노선에 반대하는 SPD 의원들이 점차 늘어났고, 리프크네히트를 비롯하여 로자 룩셈부르크, 클라라 체트킨 등 성내평화정치 반대파는 SPD를 탈당하여 스파르타쿠스단, 독일 독립사회민주당(USPD), 독일 공산당(KPD) 등으로 갈라졌다.
노동조합의 경우, 성내평화정치에 반대한 노동조합은 아나르코생디칼리슴 성향의 독일노동조합자유협회(FVdG)가 유일했다. FVdG는 독일자유노동자동맹(FAUD)의 전신이다. 동시기 프랑스 제3공화국에서도 전쟁 기간 동안 파업을 자제하자는 위니옹 사크레가 있었다.